# Paradoliops humerosa
Paradoliops humerosa is een keversoort uit de familie boktorren (Cerambycidae). De wetenschappelijke naam van de soort is voor het eerst geldig gepubliceerd in 1921 door Heller.